# António Ramalho Eanes
Pour les articles homonymes, voir Ramalho.
António Ramalho Eanes [ɐ̃ˈtɔniu ʁɐˈmaʎu iˈɐnɨʃ ], né le 25 janvier 1935 à Alcains, est un général et homme d'État portugais. Il est le 1er président de la République élu démocratiquement après la révolution des Œillets, ses deux mandats allant du 14 juillet 1976 au 9 mars 1986.

## Biographie
Né à Alcains (district de Castelo Branco), Antonio dos Santos Ramalho Eanes devient militaire en 1953. Sa carrière s’effectue dans les territoires portugais d’outre-mer, Goa, Macao et au Mozambique, où la guérilla lutte pour l’indépendance à partir des années soixante. 
Le 25 avril 1974, il fait partie du « Mouvement des capitaines » (Movimento dos Capitães) qui par la révolution des Œillets renverse le régime hérité de António de Oliveira Salazar et le gouvernement de Marcelo Caetano.
Après la révolution des Œillets, deux courants opposent les militaires : le courant réformiste ou gradualiste et le courant dogmatique ou révolutionnaire. L’hostilité entre ces deux courants aboutit à une tentative de putsch mené par les officiers d‘extrême gauche, le 25 novembre 1975, repoussée par Ramalho Eanes, qui affirme ainsi les fondations démocratiques du régime issu de la révolution. Il devient alors chef d’état-major de l’armée. 
En juin 1976, il est élu président de la République avec 61 % des voix. Sa présidence reçoit le soutien des trois partis défenseurs d’une démocratie pluraliste (le Parti socialiste, le Parti social-démocrate et le Centre démocratique social) en raison de l’attitude qu’il a adoptée lors des événements du 25 novembre 1975 et du prestige dont il jouit dans les milieux militaires. Bien qu’entretenant parfois des relations polémiques avec les chefs de gouvernement qu’il désigne, sa popularité à travers le pays reste très grande. Il joue un rôle déterminant dans la politique extérieure, en particulier dans la normalisation des relations avec les anciennes colonies d’Afrique (Angola, Guinée-Bissau, Mozambique) de langue officielle portugaise. En décembre 1980, il est réélu président de la République avec 56 % des voix, pour un mandat de cinq ans
Désirant continuer à jouer un rôle dans la vie politique après ses deux mandats, il organise la création du Parti rénovateur démocratique (PRD, centriste) en juillet 1985. Le parti obtient 18 % des voix aux législatives du 6 octobre 1985. Il devient officiellement le chef de ce parti le 19 octobre 1985.

## Distinctions
- Grand-croix de la Légion d'honneur